# Marvin Ogunjimi
Marvin Ogunjimi (født 12. oktober 1987 i Mechelen, Belgien) er en belgisk fodboldspiller, der spiller som angriber for MVV Maastricht i Holland. Han har tidligere spillet for blandt andet Genk, Mallorca og Strømsgodset, samt været udlejet til Waalwijk, Standard Liège og Beerschot AC.
Med KRC Genk vandt Ogunjimi i 2009 den belgiske pokalturnering.

## Landshold
Ogunjimi har (pr. marts 2018) spillet syv kampe og scoret fem mål for det belgiske landshold, som han debuterede for den 8. oktober 2010 i en EM-kvalifikationskamp mod Kasakhstan. Han fik her en drømmedebut, da han scorede begge mål i den belgiske 2-0 sejr. Fire dage senere scorede han yderligere et mål i en kamp mod Østrig.

## Titler
Belgiske Pokalturnering
- 2009 med KRC Genk